# Distretto di Chikujō
Il distretto di Chikujō (築上郡, Chikujō-gun?) è uno dei distretti della prefettura di Fukuoka, in Giappone.
Attualmente fanno parte del distretto i comuni di Chikujō, Kōge e Yoshitomi.
| Controllo di autorità | VIAF (EN) 258770920 · NDL (EN, JA) 00641078 |